# 空家等対策の推進に関する特別措置法
空家等対策の推進に関する特別措置法（あきやとうたいさくのすいしんにかんするとくべつそちほう、平成26年法律第127号）は、空き家の持ち主について市区町村に固定資産税の納税記録を照会し特定して立ち入り調査権限をすることを認め、倒壊の恐れ等がある「特定空き家」については撤去や修繕を命じ、行政代執行を可能にすることに関する日本の法律である。

## 構成
- 第1章 総則（第1条 - 第8条）
- 第2章 空家等の調査（第9条 - 第11条）
- 第3章 空家等の適切な管理に係る措置（第12条 - 第14条）
- 第4章 空家等の活用に係る措置（第15条 - 第21条）
- 第5章 特定空家等に対する措置（第22条）
- 第6章 空家等管理活用支援法人（第23条 - 第28条）
- 第7章 雑則（第29条）
- 第8章 罰則（第30条）
- 附則

## 内容

### 基本指針等の策定
国土交通大臣及び総務大臣は空家等に関する施策の基本指針を策定する（5条）。市町村は国の基本指針に即して空家等対策計画を定めることができる（6条）。

### 空家等
2条1項で、「空家等」は「建築物又はこれに附属する工作物であって居住その他の使用がなされていないことが常態であるもの及びその敷地（立木その他の土地に定着する物を含む。）をいう。ただし、国又は地方公共団体が所有し、又は管理するものを除く。」と定義されている。
空家等に対して市町村長がとる具体的措置は次のとおり。
- 空家等についての情報収集
  - 法律で規定する限度での空家等への立入調査（9条）[2]
  - 固定資産税情報など空家等の所有者等に関する情報の内部利用（10条）[2]
  - 空家等に関するデータベースの整備の努力義務（11条）[2]
- 所有者等への情報提供、助言その他必要な援助による空家等の適切な管理を促進させる努力義務（12条）[2]
- 空家等及び空家等の跡地の活用等に関する努力義務（13条）[2]

なお、9条2項の規定による立入調査を拒み、妨げ、又は忌避した者は20万円以下の過料に処する（16条2項）。

### 特定空家等
2条2項で、「特定空家等」は「そのまま放置すれば倒壊等著しく保安上危険となるおそれのある状態又は著しく衛生上有害となるおそれのある状態、適切な管理が行われていないことにより著しく景観を損なっている状態その他周辺の生活環境の保全を図るために放置することが不適切である状態にあると認められる空家等をいう。」と定義されている。
特定空家等に対しては、除却、修繕、立木竹の伐採等の措置の助言又は指導、勧告、命令が可能となり、必要な措置がとられない場合、所有者等の費用負担での行政代執行法による行政代執行が可能になった。
特定空家等の所有者等に対して市町村長がとる具体的措置は次のとおり。
- 周辺の生活環境の保全を図るための助言又は指導（14条1項）[2]
- 助言又は指導後も状態が改善されない場合の周辺の生活環境の保全を図るための勧告（14条2項）[2]
- 勧告を受けた後も正当な理由なくその勧告に係る措置をとらない場合の状態が改善されない場合の命令（14条3項）[2]
  - 14条3項の規定による市町村長の命令に違反した者は50万円以下の過料に処する（16条1項）。
- 行政代執行法による戒告[2]
- 行政代執行法による行政代執行（第3項による必要な措置を履行しないとき、履行しても十分でないとき又は履行しても同項の期限までに完了する見込みがないとき、14条9項）[2]

特定空家等の所有者等を確知することができないときは公告後に、その者の負担において、略式代執行を行うことができる（14条10項）。

## 備考
北海道夕張市では梅ケ枝通にある複数の空き店舗が2020年から2021年にかけて大雪（令和3年の大雪）で損壊し、一部の空き店舗は倒壊すると斜面を落下して他の建物に被害を及ぼすおそれがあった。そのため夕張市は空き家特措法による行政代執行では認定に時間がかかることから、2021年秋に災害対策基本法を適用して市の支出で空き店舗2軒を解体した。

## 関連書籍
- 旭合同法律事務所『空き家・空き地をめぐる法律実務』新日本法規出版、2016年。ISBN 9784788281004。